# Hoek van Holland
Hoek van Holland is een kustplaats in Zuid-Holland, gelegen op de noordoever van de Nieuwe Waterweg waar deze de Noordzee bereikt. Hoek van Holland is een voormalige deelgemeente (sinds 2014 bestuurscommissiegebied) van de gemeente Rotterdam, maar ligt circa 25 kilometer ten westen van de stad Rotterdam. De gemeente Rotterdam is voor statistische doeleinden onderverdeeld in wijken en buurten, Hoek van Holland is Wijk 17 (CBS-wijkcode:059917).
De plaats grenst aan de noordoostelijke kant aan de gemeente Westland en aan de zuidoostelijke kant aan de gemeente Maassluis. Aan de westkant grenst Hoek van Holland aan de Noordzee en aan de zuidkant aan de Nieuwe Waterweg. Hoek van Holland, in de volksmond vaak kortweg "de Hoek" genoemd, heeft 10.560 inwoners en een oppervlakte van 14,1 km².

## Geschiedenis
Het gebied Hoek van Holland is ontstaan als zandplaat in de monding van de Maas, toen deze na de Sint-Elisabethsvloed van 1421 steeds verder verzandde. Allerlei plannen werden ontworpen om de vaargeul naar Rotterdam te verbeteren. In 1863 werd definitief besloten tot de aanleg van de Nieuwe Waterweg. Deze werd tussen 1866 en 1868 gegraven. Het tracé liep door de Hoek van Holland, daar ontstond een primitieve nederzetting, de "Oude Hoek" (tegenwoordig het Zuidelijk Strandcentrum), waar zich veel arbeiders en hoger personeel van Rijkswaterstaat vestigden.
Hoek van Holland viel aanvankelijk bestuurlijk onder de gemeente 's-Gravenzande. Een poging van de Hoekenezen om de plaats om te vormen tot een zelfstandige gemeente mislukte, op 1 januari 1914 werd Hoek van Holland bij Rotterdam gevoegd. Na de Eerste Wereldoorlog begon het dorp zich tot badplaats te ontwikkelen, het wordt sindsdien informeel ook wel “Rotterdam aan zee” genoemd.
Hoek van Holland kreeg al in 1947 een wijkraad. Sinds 1973 was Hoek van Holland een deelgemeente. In 2014 is deze vervangen door een 'gebiedscommissie'.

### Wereldoorlogen
Om de Maasmond te beschermen werd tussen 1881 en 1889 het Pantserfort aan den Hoek van Holland gebouwd. Het Korps Pantserfort werd na de Eerste Wereldoorlog opgenomen in het Regiment Kustartillerie. De 4e Compagnie Kustartillerie werd gelegerd in het Fort aan den Hoek van Holland. Rond 1927 werd het fort ontruimd. Met de dreiging van de Tweede Wereldoorlog werden er weer soldaten in het fort gelegerd. Op 13 mei 1940 hield het kabinet-De Geer in dit fort de laatste kabinetsvergadering in Nederland voor het vertrek van de regering naar Engeland. Diezelfde dag vertrok ook koningin Wilhelmina vanuit het fort per Brits oorlogsschip, aanvankelijk naar Zeeland, maar op order van de Britse Admiraliteit naar Harwich in Engeland.
De Tweede Wereldoorlog heeft zijn sporen nagelaten. Het badplaatsgedeelte van Hoek van Holland (de Oude Hoek) is in de oorlog vrijwel geheel gesloopt ten behoeve van de bouw van enorme Duitse bunkercomplexen van de Atlantikwall. Er verrees een honderdtal bunkers die de waterweg naar Rotterdam moesten verdedigen. De bunkers zijn nog grotendeels intact, en zijn gedeeltelijk voor publiek te bezichtigen, evenals het Nederlandse pantserfort. Het dorpscentrum van Hoek van Holland bleef aanvankelijk onaangetast, maar in 1943 werd het zgn. 2e zandwerk (Oostelijk deel van de dorpskern vanaf de Nijverheidsstraat - deze straat heet nu Huydecoperstraat - tot aan de Zekkenweg) door de bezetters gesloopt om schootsveld te krijgen voor een eventuele landing van de geallieerden.

### Kindertransporten

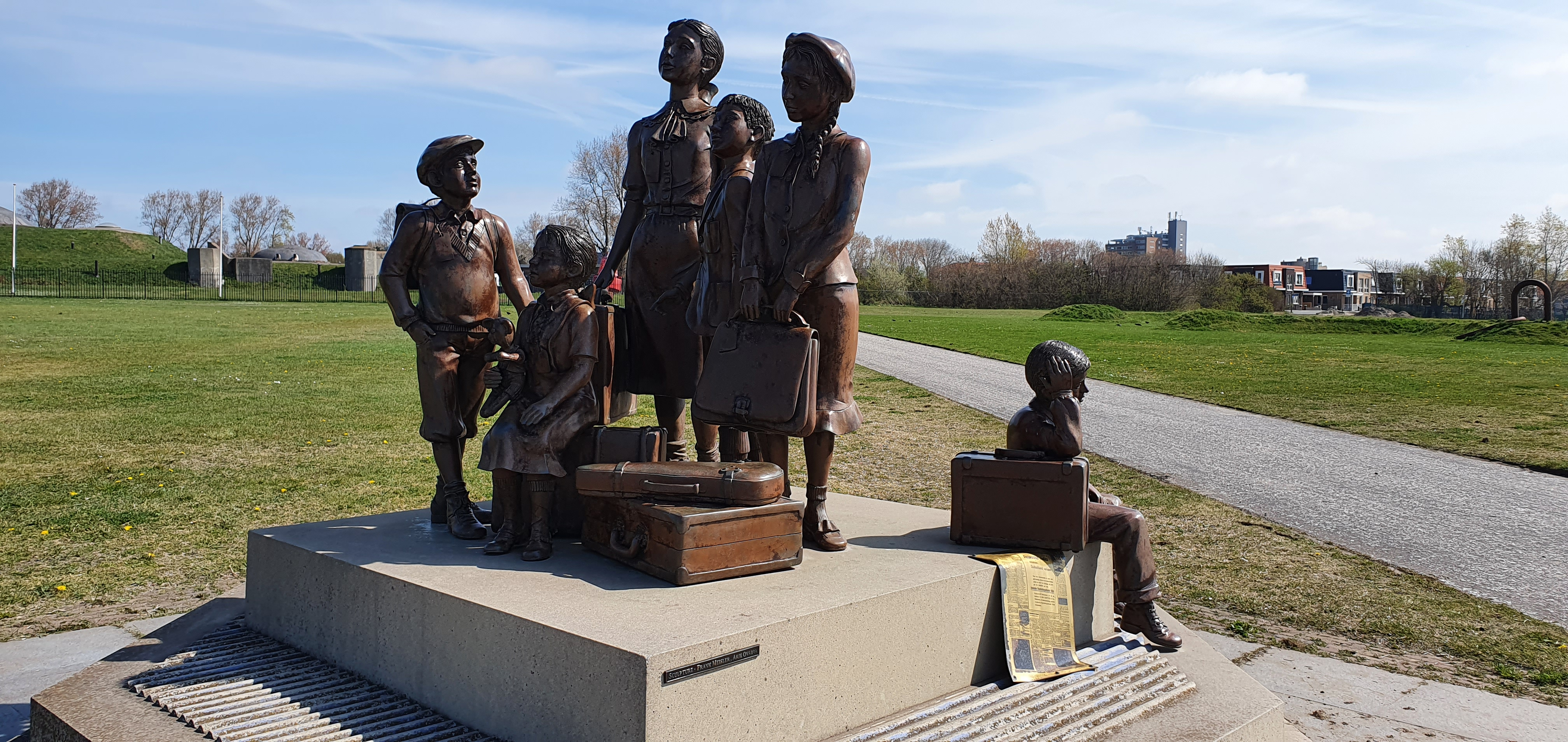
Channel Crossing to Life, Frank Meisler & Arie Ovadia, onthuld november 2011

De kindertransporten, waarmee vanaf december 1938 tot het uitbreken van de Tweede Wereldoorlog joodse kinderen uit Duitsland, Oostenrijk, Polen en Tsjechoslowakije naar Engeland konden worden gebracht, ging vanaf de kindertehuisstations veelal per trein naar Nederland. De oversteek naar Harwich vond toen grotendeels plaats vanuit de Hoek van Holland. De transporten werden ondersteund door de Nederlandse overheid en door vrijwilligers. Het eerste transport, dat begon op 1 december 1938 bij het Berlijnse Anhalter Bahnhof, bereikte Engeland op 2 december 1938. Bij het toestaan van het Kindertransport bepaalde de Engelse overheid dat de kinderen niet ouder mochten zijn dan zeventien en dat hun ouders niet mochten meekomen. De nazi’s bepaalden onder meer dat de kinderen op het station geen afscheid mochten nemen van de achterblijvers. Tegen de tijd dat de oorlog in 1939 uitbrak, werden op deze manier ongeveer 10.000 kinderen naar Groot-Brittannië gebracht. Het monument is er één uit een serie van vijf op de Route van de kindertransporten: Londen (2006), Berlijn (2008), Danzig (2009), Hoek van Holland (2011) en Hamburg (2016), allen gemaakt door Frank Meisler die zelf in 1939 vanuit Hoek van Holland hier deel van uitmaakte.

## Metro
Hoek van Holland Strand is een metrostation van de Rotterdamse metrolijn B bij de Zeekant en de Badweg, aan het eindpunt van de omgebouwde en verlengde Hoekse Lijn. Het ligt bij het Zeeplein (langs de Zeekant, de weg achter de strandpaviljoens), aan het einde van de Badweg. Het station bevindt zich hierdoor vrijwel direct aan het strand en is op 31 maart 2023 geopend. Verder is er het metrostation Hoek van Holland Haven.

### Geschiedenis

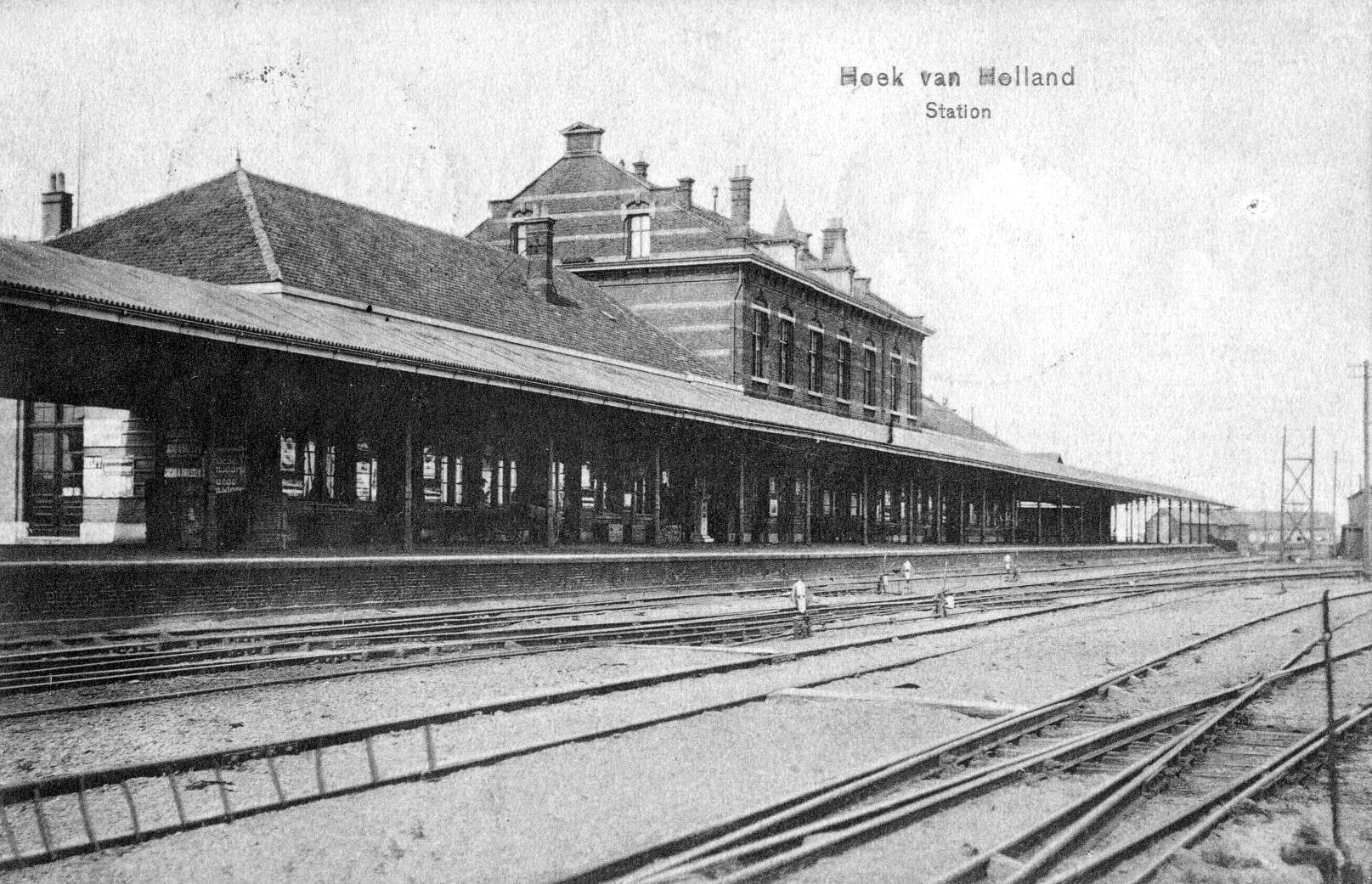
Station Hoek van Holland Haven; circa 1907.

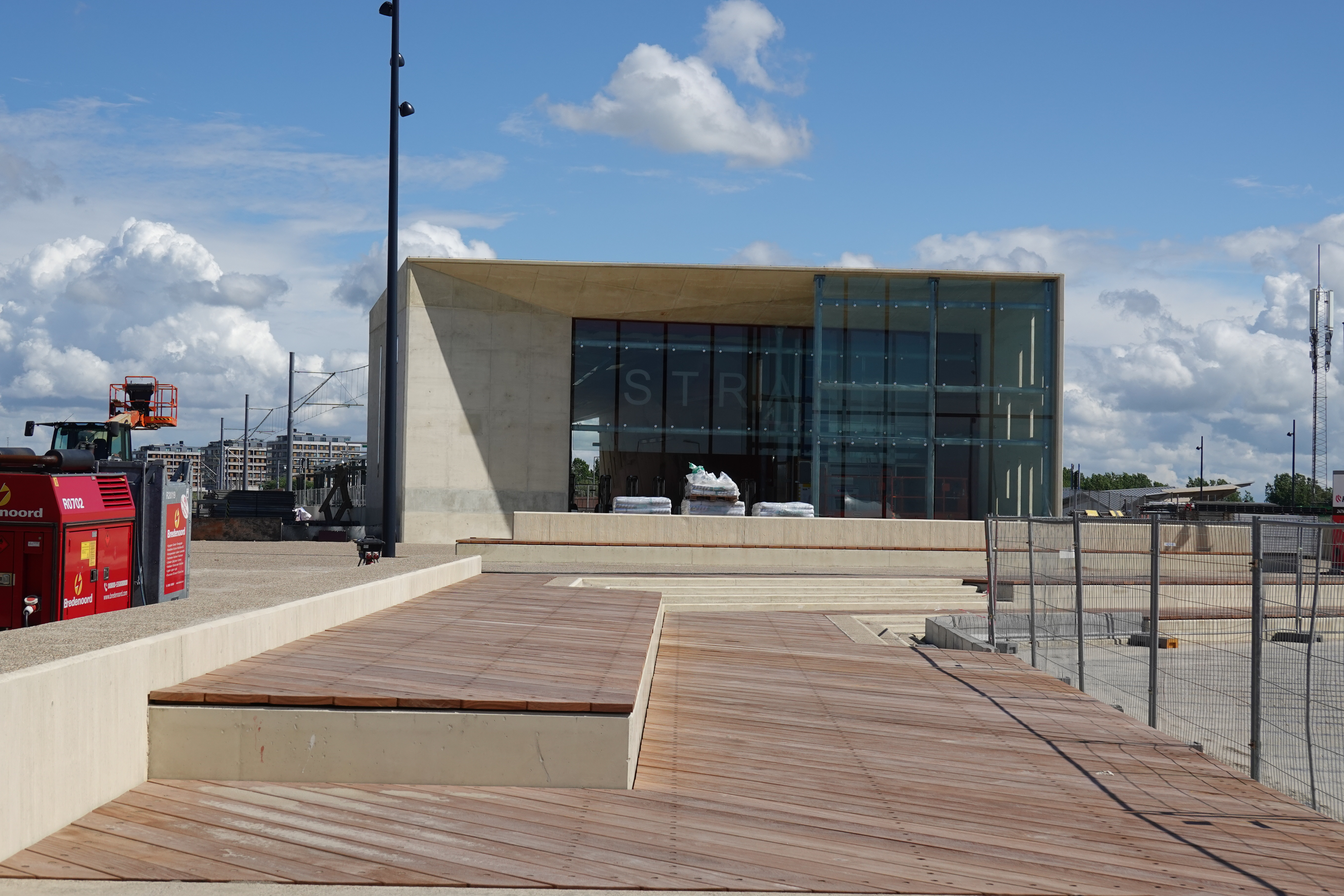
Station Hoek van Holland Strand, 2022.

Op 1 juni 1893 werd de spoorlijn Schiedam - Hoek van Holland geopend, ook wel bekend als de Hoekse Lijn. In hetzelfde jaar werd de veerdienst van Hoek van Holland naar Harwich in Engeland geopend. Deze spoorlijn van zo'n 24 kilometer lengte had aanvankelijk twaalf stations, waarvan vijf bij Hoek van Holland:
- Poortershaven
- De Haak
- Nieuwlandsche Polder
- Hoek van Holland Haven
- Hoek van Holland Strand

De lijn werd geëxploiteerd door de HSM (Hollandsche IJzeren Spoorweg-Maatschappij). Op 5 juni 1925 werd station De Haak gesloten, op 15 mei 1935 volgde Nieuwlandsche Polder en op 5 augustus 1946 ten slotte Poorterhaven. Sinds die tijd had Hoek van Holland nog twee stations.
In 1905 bereikte de Westlandsche Stoomtramweg Maatschappij Hoek van Holland vanaf 's-Gravenzande. Het personenvervoer per tram werd in 1932 beëindigd en vervangen door een busdienst; de rails verdween in 1951. Er was een korte zij-lijn met eindpunt "strand" tot ongeveer het voormalige NS-station Strand, en een hoofdlijn die eindigde in de Prins Hendrikstraat. Deels is het nu fietspad.
Het metrostation vervangt min of meer het oude station Hoek van Holland Strand, dat ruim 1 kilometer van het strand verwijderd lag en werd gesloten op 1 april 2017.
Het dagelijks bestuur van de stadsregio Rotterdam besloot op 10 juli 2013 de spoorlijn tussen Schiedam en Hoek van Holland te verbouwen tot metrolijn, deze aan te sluiten op het regionale metronet, en deze met 1,2 kilometer te verlengen naar het huidige strand.
Door het tegenvallen van de financiering en andere moeilijkheden voor de doortrekking van lijn B over de Hoekse Lijn, is het nieuwe station Hoek van Holland Strand pas in 2023 gerealiseerd, ruim 3 jaar later dan gepland.

### De Strandlijn/Delflandspoor
Hoek van Holland heeft nog een spoorlijn gekend, doch nimmer gingen er passagiers mee. Het was een "zand-lijn" voor onderhoud aan de duinen. Op zijn langst kwam hij tot bij Kijkduin. In 1906 begint de aanleg. In 1965 werd de lijn gesloten en in 1971 verdween het laatste restant.

## Strand
Hoek van Holland heeft een strand van circa 250 meter breed en 3,5 km lang, waaronder in het noorden een naaktstrand op 1,5 km afstand van metrostation Hoek van Holland Strand. Het begint voorbij Slag Stuifkenszand. Op het hele traject tot aan het begin van het naaktstrand is het strand voorzien van een verhard voetpad. 
In 1941 vond er een fusie plaats tussen de Rotterdamse Reddingsbrigade en de Rotterdamse afdeling van de Nederlandse Centrale Reddingsbrigade en de Hillegersbergse en Schiebroekse Vrijwillige Brigade tot het Redden van Drenkelingen.
In 1973 kwam aan de aanwezigheid in Hoek van Holland een einde. Toen het stand werd verbreed, koos de gemeente Rotterdam er voor om de beveiliging zelf te organiseren met betaalde strandwachten. De vrijwilligers van de R.R.B. kregen een nieuwe locatie op de Maasvlakte. Begin jaren tachtig moest de gemeente echter bezuinigen en de betaalde strandwachten zouden worden vervangen door de RRB. De reddingsbrigade was niet enthousiast over dit voornemen en stelde als voorwaarde dat de strandwachten elders werk zouden krijgen.
Op het strand zijn horeca, strandwacht en sanitaire faciliteiten aanwezig. Het meest noordelijke stuk van het Hoekse strand is bereikbaar via Slag Stuifkenszand. Iets zuidelijker ligt Slag Rechtestraat, dat gebruikt wordt voor watersport, zoals het varen met surfplanken, catamarans en zeil- en motorboten. Ook is er een plaats voor kitesurfers op het strand aan de Rechtestraat. Ten slotte ligt tussen de Rechtestraat en het Noorderhoofd Slag Zeekant. Bij het einde van de Badweg bij Slag Zeekant ligt een breed strand met verschillende faciliteiten. Het strand had een eigen treinstation: station Hoek van Holland Strand, het westelijke eindpunt van de Hoekse Lijn.
Met de verbouwing van de Hoekse lijn tot een metrolijn is het station Hoek van Holland Strand veel dichter bij het strand komen te liggen. De kustlijn is sinds de aanleg van de spoorlijn in 1893 een behoorlijke afstand zeewaarts verplaatst. Dit in verband met de zandaanwas veroorzaakt door de aanleg van de pier. Er is een noordelijke zeestroom langs de kust. Tussen het strand en de oude Strandboulevard ligt de Van Dixhoorndriehoek, een groot, vrij toegankelijk duingebied met fiets- en wandelpaden. Op het strand staan ongeveer 180 strandhuisjes. verdeeld over drie gebieden: te weten Project Natro met 40 strandhuisjes, ten noorden van opgang Stuifkenszand op de plaats van het naaktstrand. Tussen Stuifkenszand en de strandopgang bij de Rechtestraat bevindt zich Project Noord met 100 strandhuisjes en ten slotte ten zuiden van de Rechtestraat het project Zuid met 40 strandhuisjes. Daarnaast zijn er net achter de duinen circa 900 zomerhuisjes en een camping bij Recreatieoord Hoek van Holland. Het strandseizoen van Hoek van Holland wordt elk jaar geopend op Hemelvaartsdag. Dan is er een grote braderie en in verschillende strandtenten wordt live-muziek gemaakt. Vanaf 2007 werden pogingen ondernomen om van Hoek van Holland een moderne en voor toeristen aantrekkelijke badplaats te maken.
Op 22 augustus 2009 braken er op het strand hevige rellen uit tijdens het dancefestival Sunset Grooves. Er viel een dode bij de confrontatie tussen jongeren en politie.

Het Noorderhoofd en de Nieuwe Waterweg bij Hoek van Holland

## Wateren, natuur- en duingebieden

### Oranjekanaal
Het Oranjekanaal loopt van de Oranjebinnensluis, in de volksmond Oranjesluis genoemd, naar het boezemgemaal Westland aan de Nieuwe Waterweg. De Oranjebinnensluis ligt direct aan de drukke verkeersader de Maasdijk. Het kanaal verzorgt onder meer de afvoer van boezemwater uit het Westland. Halverwege het Oranjekanaal ligt de Pettenbrug, die de oost- en de westkant verbindt. Tot aan de Pettenbrug ligt het kanaal in de gemeente Westland, vandaaraf ligt het in Hoek van Holland. Aan de westkant van het kanaal loopt over een afstand van 1 km de zogenaamde Oranjedijk die overgaat in het Nieuw Oranjekanaal. Aan het einde van het Oranjekanaal, vlak bij het boezemgemaal Westland, ligt het bedrijventerrein Nieuw Oranjekanaal. Op het bedrijventerrein Nieuw Oranjekanaal is onder andere het Kassenmuseum 'Jan Knijnenburg' gevestigd. Vlak voor het boezemgemaal Westland loopt het Oranjekanaal onder de spoorlijn Schiedam – Hoek van Holland door.

### De Zeven Meren
Tegen de gemeentegrens met Maassluis, nog net op het grondgebied van Hoek van Holland, ligt Surfplas "de Zeven Meren". Dit gebied wordt omsloten door de Schenkeldijk aan de Maassluise zijde, Poortershaven aan Nieuwe Waterweg-zijde en de Oranjedijk en de Oranjepolder anderzijds. Dit watergebied is ook bekend als Plas Oranjepolder of Oranje Plassen, en in het naastgelegen dorp Maasdijk ook bekend als "De Put". Het gebied heeft strandjes en zwemmen is er toegestaan.

### De Bonnen
Gezien vanuit Hoek van Holland in de richting van Maassluis en ingeklemd tussen aan de oostzijde het Oranjekanaal, aan de zuidkant de Nieuwe Waterweg en aan de noordelijke kant het Staelduinse Bos, ligt het gebied De Bonnen. Dit gebied, dat onderdeel is van de deelgemeente Hoek van Holland, bestaat uit een tweetal polders, te weten de Lange Bonnen en de Korte Bonnen. In 1718 werd, door aanleg van de Bonnendijk, de Lange Bonnen ingepolderd. Door indijking en verstrekking van de langs de Maasoever lopende duintjes is in 1778 de Korte Bonnen ontstaan.

### Staelduinse Bos
Ten oosten van Hoek van Holland ligt het Staelduinse Bos. Dit bosgebied van ca. 95 ha groot is na 1850 ontstaan op estuariumduinen. De rand van het bos vormt de grens tussen de gemeente Rotterdam (Hoek van Holland) en Westland ('s-Gravenzande.) Het bos zelf bevindt zich op grondgebied van de gemeente Westland. Voorheen aan de rand van het bos, nu wat gescheiden door glastuinbouw, ten westen van het bos staat een poldermolen, de Nieuwlandse Molen genaamd. Deze achtkantige molen stamt uit 1584. Deze poldermolen, van het type grondzeiler, was oorspronkelijk gebouwd als binnenkruier en werd later verbouwd tot de huidige bovenkruier. In 1947 werd het scheprad vervangen door een schroefpomp met elektrische aandrijving, in 1962 kwam er een vijzel. In 1988 werd de molen met 5,88 m verhoogd i.v.m. de nabijheid van de glastuinbouw.

### Kapittelduinen
De Kapittelduinen is de naam van een ca. 385 ha groot gebied tussen Monster, Hoek van Holland en Maasdijk. Het bestaat uit kustwallen tussen Hoek van Holland en Monster en haakwallen tussen Hoek van Holland en Maasdijk, restanten van de eeuwenoude duinen die van Ter Heijde richting Maasmonding zijn ontstaan. Het geheel was ooit aangesloten op de estuariumduinen ten oosten van Hoek van Holland.
In januari 1996 heeft het ministerie van Landbouw een belangrijk deel van de Kapittelduinen aangewezen als beschermd natuurmonument. Sindsdien valt het gebied onder de Natuurbeschermingswet. In 2007 is het gebied samen met Solleveld aangemeld als Natura 2000 gebied: Solleveld & Kapittelduinen. In de gemeente Westland vallen het duingebied tussen Hoek van Holland en Monster (de Banken, Sonnewendeduin) en het Staelduinse Bos onder de natuuraanwijzing van de Kapittelduinen. Binnen de deelgemeente Hoek van Holland zijn dat de Hoekse Bosjes, de Van Dixhoorndriehoek, het Hillduin, de Nieuwlandse Duinen /-Dijk, het Vinetaduin en het Roomse duin.

### Van Dixhoorndriehoek
In de jaren 70 is bij Hoek van Holland in het gebied tussen de oude boulevard en het strand een landaanwinst van 150 hectare geboekt, de zogenoemde Van Dixhoorndriehoek. Toen de diepe havens in de Maasvlakte bij Rotterdam werden aangelegd, moest er 19 miljoen kubieke meter zand worden weggewerkt. Ir. Co van Dixhoorn, de latere directeur-generaal van Rijkswaterstaat, besloot het zand achter de Noordpier bij Hoek van Holland in zee te spuiten. Zo ontstond een driehoekige kustverbreding en landaanwinning door opspuiting van zand uit de vaargeul uit de Maasvlaktehavens, de Noordzee en de Maasgeul (Eurogeul). Ook bij het aanleggen van strekdammen kwam veel zand vrij dat opgespoten is. Hierdoor ontstonden op het nieuwe terrein vochtige duinvalleien, waar bloemen en planten groeien. De driehoek is ondanks de ligging dicht bij Europoort een rustig duingebied.

### Vinetaduin
Het Vinetaduin bestaat uit oude duinen die in het verleden een aantal malen zijn vergraven voor de aanleg van bunkers ten behoeve van de kustverdediging. Na de Tweede Wereldoorlog heeft het gebied als militair oefenterrein gefungeerd. Het militair erfgoed in deze duinen bestaat uit een aantal verschillende onderdelen. De Nederlandse kustbatterij V bestaat uit een commandopost, drie torengebouwen en diverse opberg- en legeringsgebouwen.
De Duitse Marine Küsten Batterie Vineta (Stützpunkt III M) omvat een vuurleidingpost, zes geschutsbunkers, flakopstellingen, twee munitiemagazijnen, diverse manschappenverblijven en de restanten van een radarinstallatie.
Verder zijn er een aantal opstellingen voor luchtdoelartillerie en het voormalige Amerikaanse radio-relaystation met vier grote paraboolantennes, de zogenoemde Troposcatter.

## Havens

### Berghaven
Vooraan de Stationsweg, die loopt van het station Hoek van Holland Haven naar de voormalige plek van station Hoek van Holland Strand, ligt de Berghaven. De Berghaven is in 1883-1884 gegraven. Dit gebeurde in opdracht van het Rijk om te fungeren als berghaven voor schepen van het loodswezen en van Rijkswaterstaat. Daarnaast dient de Berghaven ook als uitvalsbasis voor de reddingboten van de KNRM die zijn gestationeerd in Hoek van Holland. Sinds 1931 staat het Reddersmonument, opgericht ter nagedachtenis van de opvarenden van reddingboten die te Hoek van Holland zijn omgekomen, bij de Berghaven. Het beeld stelt een 'redder' voor (te herkennen aan zijn oliejas en zijn zuidwester), die uitkijkt over de Berghaven.

### Poortershaven
De Poortershaven was een haven in het oostelijk buitengebied van Hoek van Holland.

## Boulevard
Parallel aan de Nieuwe Waterweg ligt de Koningin Emmaboulevard. Deze boulevard bestaat uit een rijbaan, parkeerplaatsen en een breed trottoir. De boulevard is omgeven door grasvelden. In de zomermaanden worden deze grasvelden gebruikt door dagjesmensen en voor evenementen. Direct achter de boulevard ligt het Nederlands Kustverdedigingsmuseum 'Fort aan den Hoek van Holland'

## Economie
Hoek van Holland telde per januari 2008 685 bedrijven met 2303 arbeidsplaatsen. Deze bevinden zich verspreid in het dorp en op vier bedrijventerreinen, De Haak, gelegen tegen de Nieuwe Waterweg aan en langs de spoorlijn Schiedam - Hoek van Holland (Hoekse Lijn), De Kulk en het gebied Nieuw Oranjekanaal en Vianda gelegen naast de Nieuwe Waterweg. Nabij het winkelcentrum Brinkplein en de Prins Hendrikstraat wordt iedere dinsdagochtend een wijkmarkt gehouden.

## Woonwijken
In Hoek van Holland staan 4798 woningen (januari 2013). Verder zijn er diverse woonwijken in aanbouw waardoor het aantal woningen zal toenemen.

### De Oude Hoek
De aanleg van de Nieuwe Waterweg is het begin van de geschiedenis van Hoek van Holland. Na de beslissing in 1863 tot het graven van de Nieuwe Waterweg ontstond er langzaam maar zeker een dorp, aangezien de werklieden zich dicht bij hun werk wilden vestigen. Deze werklieden vestigden zich in keten en houten noodwoningen in de 'Oude Hoek', later het 'Zuidelijk Strandcentrum'. Reeds voor dit werkvolk kwamen veel ambtenaren en ander personeel van de Waterstaat naar de Hoek, die zich ook op de 'Oude Hoek' hadden gevestigd.

### Blesplan
Het Blesplan omvat de volgende straten: Paardenstraat, Hoefslag, Rospad, Schimmelstraat, Blesstraat, Mustangstraat, Ponystraat, Veulenstraat, Jolinkstraat, Willem van Houtenstraat en een deel van de Prins Hendrikstraat. De wijk bestaat deels uit koop- en deels uit huurwoningen.

### Strandweg Noord
Ingeklemd tussen het Strandweg Zuid en direct grenzend aan het natuurgebied Kapittelduinen ligt het gebied Strandweg Noord. Dit gebied kenmerkt zich door een viertal gebouwen die op hoge kolommen zijn geplaatst. In deze gebouwen zijn totaal 104 woningen gesitueerd. De woongebouwen zijn op de hoge kolommen geplaatst om zo veel mogelijk doorzicht op het achterliggende landschap te creëren en het karakteristieke (duin)landschap zo veel mogelijk te behouden. Deze wijk is gebouwd in het kader van het ontwikkelingsplan Waterwegcentrum.

### Berghaven Noord
Deze buurt omvat 14 woningen en ligt ingeklemd tussen De Havenweg en de Cruquiusweg. Ook deze buurt hoort bij Waterwegcentrum.

### Strandweg Zuid
Dit buurtje met 57 woningen ligt tussen de Oude Hoek en Strandweg Noord in. Het wordt begrensd door de Strandweg, Koning Willem III weg en Prins Mauritsweg. De Strandweg zelf vormt de scheiding tussen de gebieden Strandweg Noord en Strandweg Zuid. Ook deze buurt hoort bij Waterwegcentrum.

### Orteliuspad
Deze buurt, vernoemd naar de Antwerpse cartograaf Abraham Ortelius (1527-1598), is in 1978 ontstaan. De wijk wordt begrensd door de Mercatorweg, de De Cordesstraat, het zwembad en het wijkgebouw De Hoekstee. In deze buurt liggen 87 houtskeletwoningen. Deze woningen bestaan uit wit metselwerk op de begane grond en een houten bovenbouw. Inpandig zijn de woningen opgebouwd met hout en gipsplaat. Door deze constructie zijn de woningen eenvoudig naar eigen smaak aan te passen. In deze buurt staat ook de Sint-Egbertuskerk.

### Oud-woningen
Naar ontwerp van de architect J.J.P. Oud, die vooral bekend is geworden als lid van De Stijl, waar ook beeldend kunstenaars als Piet Mondriaan, Theo van Doesburg en architect Gerrit Rietveld lid van waren, is in 1926 aan de 2e Scheepvaartstraat een woningbouwcomplex gebouwd. Oud ontwierp dit complex als architect voor het Gemeentelijke Woningdienst Rotterdam (1918-1933). Dit woningbouwcomplex uit 1926 bestaat uit 39 boven- en benedenwoningen. In deze zogenaamde Oud-woningen zijn veel kenmerken van de Stijl-beweging terug te vinden. Deze woningen in Hoek van Holland zijn aangemerkt als rijksmonument.

### Ganzenduin
In het gebied tussen de hoek Dirk van den Burgweg en de Kerkhofweg en de begraafplaats, eigenlijk het "Roomse Duin" en nabij "De Hoekse Bosjes", ligt het wijkje Ganzenduin. Dit is gebouwd in 1996 met twaalf halfvrijstaande zeer royale woningen. In 1997 heeft de gemeente besloten een gedeelte van de Dirk van den Burgweg en de Dokter Knipstraat in Hoek van Holland voortaan 'Ganzenduin' te noemen.

### De Atlas
Deze buurt wordt omsloten door de Mercatorweg, Hoekse Hillweg, Johan Mauritsstraat en de Willem Barentsstraat. De buurt is ontwikkel door de woningbouwvereniging Hoek van Holland en omvat 58 huurappartementen voor senioren en 21 koopwoningen. Het complex met 58 levensloopbestendige appartementen omvat 6 appartementen voor licht verstandelijk gehandicapten. De bewoners van deze 6 appartementen worden (beperkt) begeleid door verzorgers.

### l'Avenue
Deze wijk ligt tussen de Dirk van de Burgweg, de Schelpweg, het Noordlandsepad en de gemeentegrens met het Westland. De geplande woonwijk l'Avenue omvat ongeveer 425 woningen. De wijk heeft een centrale waterplas waaromheen verschillende woningen worden gebouwd, van vrijstaand op grote kavels tot rijtjeswoningen. De wijk telt ook zo'n tachtig starterswoningen. De wijk is gesitueerd naast Recreatieoord Hoek van Holland.
l' Avenue betekent 'de laan', waarmee wordt verwezen naar de bedenker van dit waterrijke plan, drs. Johannes Gerrit van der Laan, die in februari 2006 op 63-jarige leeftijd overleed. Van der Laan was de oprichter van de Ontwikkelings Combinatie Westland.

### Rond in de Hoek
Deze buurt is gelegen aan de Langeweg, tussen de Nieuwe Waterweg en het park Roomse Duin. De buurt omvat een zes woongebouwen van vijf tot acht bouwlagen. Deze zes woongebouwen omvatten totaal 150 koop- en vrije sector huurappartementen.

### Thuishaven
De wijk thuishaven wordt omsloten door de Havenweg, de Cruquiusweg en de Stationsweg. Deze wijk omvat 22 woningen.

### Hoek van Holland Bad
Hoek van Holland Bad de omgeving Badweg tot de Waterweg, Strandweg en Zeekant. In deze wijk was tot 2017 het NS-station Hoek van Holland Strand te vinden, het oude eindpunt van de Hoekse Lijn.

## Verkeer en vervoer
Over de weg is Hoek van Holland via de N220 (vanuit Rotterdam) en de N211 (vanuit Den Haag) te bereiken. Sinds april 2011 is daar de N223 bijgekomen, de verbinding tussen Hoek van Holland en de bebouwde kom van Den Hoorn. Deze weg wordt wel de tweede ontsluitingsweg of Hoeksebaan genoemd.

### Metro en bus
Metrostation Hoek van Holland Strand ligt aan het Zeeplein, dat aansluit op het strand.
Verder rijdt bus 31 van EBS in aansluiting met de metro, tussen station Hoek van Holland Haven, Monster en OV-knooppunt Leyenburg.

#### Geschiedenis
Wegens de verbouwing van de Hoekse Lijn van trein naar metro was er van 1 april 2017 tot en met 29 september 2019 geen openbaar vervoer per spoor naar en in Hoek van Holland. Er reden zolang vervangende bussen. Op 30 september 2019 werd de metroverbinding op de Hoekse Lijn tussen de stations Schiedam Centrum en Hoek van Holland Haven definitief in gebruik genomen, nadat op 28 september 2019 belangstellende reizigers ermee hadden kunnen kennismaken op het traject tussen de stations Schiedam Nieuwland en Hoek van Holland Haven. Station Hoek van Holland Haven was het tijdelijke eindstation van de metro totdat het nieuwe metrostation aldaar gereed was en de verlenging naar het nieuwe metrostation Hoek van Holland Strand, dat nu naast het strand ligt, werd geopend. Dit was het geval op 31 maart 2023. Tot die tijd reed tussen Hoek van Holland Haven en Hoek van Holland strand pendelbus 611.

### Fast Ferry RET
Tussen Hoek van Holland en de Maasvlakte voer de Fast Ferry "De Nieuwe Prins". Deze verbinding werd geëxploiteerd door de RET. De snelle verbinding over de Nieuwe Waterweg was bedoeld voor mensen die werkzaam zijn op de Maasvlakte en voor toeristen. Bij de Maeslantkering, het Transferium Maasvlakte, de Pistoolhaven en de Landtong waren stops, die in een variabele dienstregeling aangedaan werden. Op 31 december 2021 is deze dienst opgeheven en vervangen door een belbus.

### Veerdienst
Hoewel van beperkte omvang, is Hoek van Holland internationaal bekend door de veerdienst naar Engeland, die sinds 1893 vaart, naar de Engelse havens Harwich (passagiers en vracht) en Killingholme (alleen vracht). De aanlegsteigers liggen nabij het centrum en station Hoek van Holland Haven. De passagiershal is direct verbonden met dit station.
Van 1948 tot 1989 werd de veerdienst onderhouden door twee partners, de Stoomvaart Maatschappij Zeeland (SMZ), die daarvoor vanuit Vlissingen voer, en British Rail. Sindsdien is de exploitatie in handen van Stena Line.
Vroeger had Stena Line zijn eigen radiostation, Ferry FM genaamd. Dit station was via de ether alleen in Hoek van Holland te ontvangen, op de frequentie 105 MHz, en via internet. De doelgroep van Ferry FM was de wachtende passagier voor Stena Line's HSS Stena Discovery dat voer van juni 1997 tot januari 2007. Vanwege de hoge kosten stopten de uitzendingen per 1 augustus 2007.

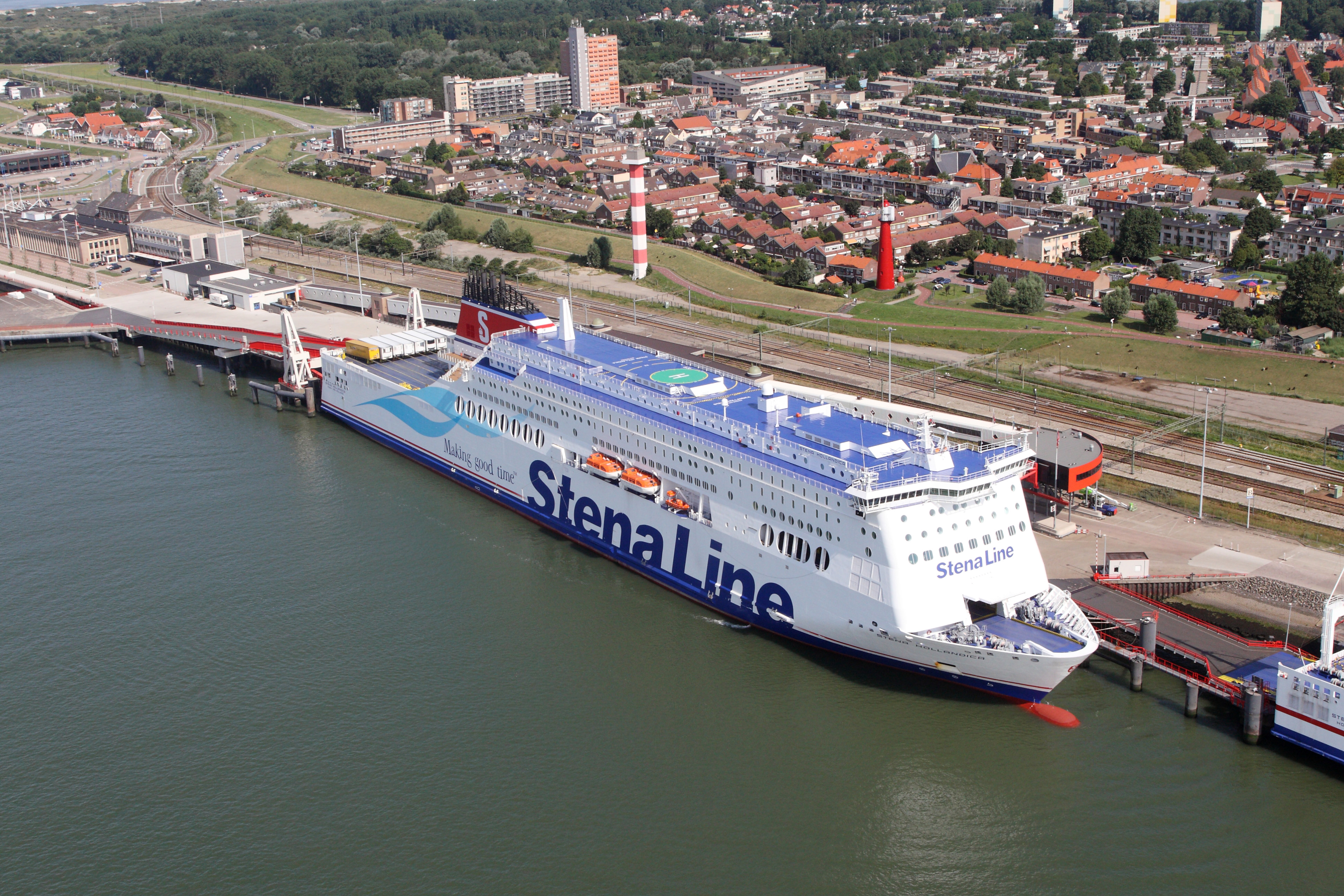
De Stena Hollandica vanuit de lucht

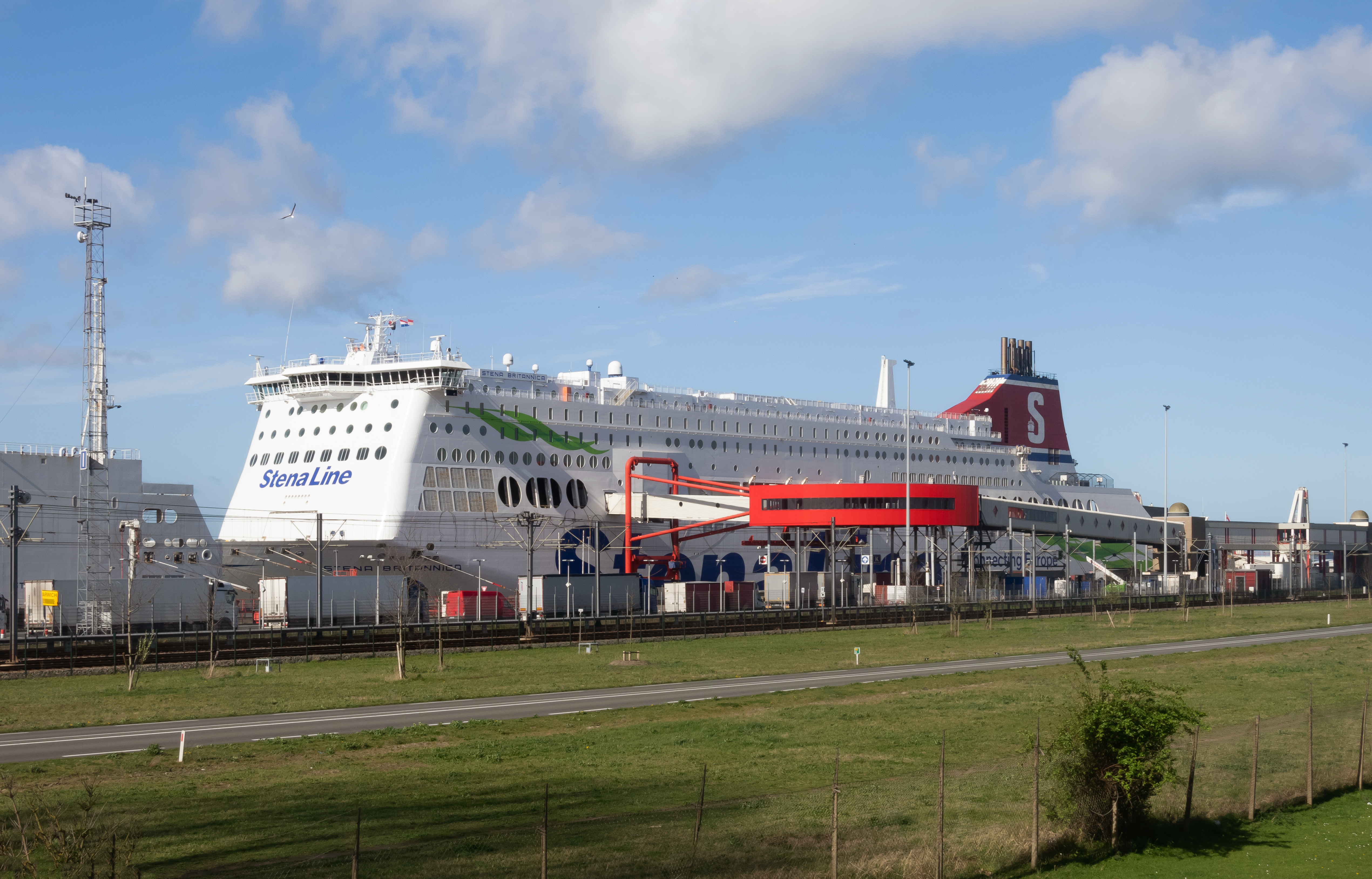
De Stena Hollandica vanaf de grond

## Musea
Hoek van Holland kent diverse musea:
- het Atlantikwall-museum
- het Expo-paviljoen van het Waterwegcentrum
- het Kassenmuseum Jan Knijnenburg
- het Keringhuis van de Maeslantkering
- het Museum Vereenigde Nederlandsche Scheepvaartmaatschappij
- Fort 1881, het Fort aan den Hoek van Holland (rijksmonument)
- het Museum RockArt, gewijd aan popmuziek
- het kustverlichtingsmuseum, gevestigd in de oude vuurtoren

## Reddingstation
Hoek van Holland heeft sinds 1824 een reddingstation. Indertijd was dit het eerste station van de pas opgerichte Koninklijke Zuid-Hollandsche Maatschappij tot Redding van Schipbreukelingen (KZHMRS). Sinds 1991 ligt er een reddingboot van de stichting Koninklijke Nederlandse Redding Maatschappij (KNRM).

## Stormvloedkering Nieuwe Waterweg
Tussen Maassluis en Hoek van Holland ligt het sluitstuk van de Deltawerken, de Maeslantkering. De Maeslantkering moet het Zuid-Hollandse rivierengebied beschermen tegen extreem hoge waterstanden op zee. Voordat de Maeslantkering wordt gesloten, moeten de meeste gebieden in het havengebied al ruim één meter onder water staan. Bij een verdere, dreigende overstroming vanuit zee sluiten twee enorme witte deuren de Nieuwe Waterweg af en beschermen het riviergebied en de havens.

## Vlag en wapen
In 1950 introduceerde het dorp Hoek van Holland een wapenschild. In dit wapenschild is het volgende te zien:
De witte streep vertegenwoordigt de Noordzee en Nieuwe Waterweg. Geel en groen symboliseren duinen en strand en het weide-platteland erachter. Het acht-spaaks zwarte stuurwiel geeft de relatie met de zee en de scheepvaart aan. Het heeft ook een klein geel kanton met een rode Hollandse leeuw.
Op 19 oktober 1982 werd een door Anton Jansen ontworpen vlag goedgekeurd. Het betreft een vlag met de volgende opbouw:
Vijf horizontale aangepaste strepen, breedteverhouding 1:1:2:1:1, kleurvolgorde groen - geel - wit - geel - groen; in het centrum van de witte streep een acht-spaaks zwart stuurwiel.

## Bestuur

### Samenstelling voormalige deelraad en bestuurscommissie
| Partij                  | Deelraad | Deelraad | Commissie | Commissie |
| Partij                  | 2006     | 2010     | 2014      | 2018      |
| ----------------------- | -------- | -------- | --------- | --------- |
| HZ                      | -        | 2        | 4         | -         |
| VVD                     | 2        | 4        | 3         | -         |
| Lijst P. Stok           | -        | -        | 2         | -*        |
| PvdA                    | 5        | 3        | 1         | 2         |
| CDA                     | 5        | 2        | 1         | 2         |
| LR                      | -        | 2        | -         | -*        |
| Lijst Aad Spaans        | 1        | -        | -         | -         |
| Lokaal Hoek van Holland | -        | -        | -         | 6         |
| D66                     | -        | -        | -         | 1         |
| Totaal                  | 13       | 13       | 11        | 11        |

De onderstreepte getallen vormen de hieruit onderhandelde bestuursmeerderheid.
* Lijst P. Stok en voorganger Leefbaar Hoek van Holland zijn opgegaan in Lokaal Hoek van Holland.

## Sport, recreatie en cultuur
In Hoek van Holland zijn vele verenigingen op zowel sportief als cultureel gebied actief. Zo is er een voetbalvereniging (HVC '10), twee pétanqueverenigingen, een balletschool, een boogschietvereniging, diverse kampeerverenigingen (Recreatieoord Hoek van Holland), een schietvereniging, een tennisvereniging (V.T. De Hoek) en een rugbyvereniging (Rugbyclub The Hookers). Hoek van Holland heeft een eigen recreatieoord en camping (Recreatieoord Hoek van Holland). Op muzikaal gebied zijn er de Rotterdam aan Zee marching- en concert band, een accordeonvereniging, een bigband en diverse zangverenigingen. Verder heeft Hoek van Holland een openluchtzwembad.
Door Hoek van Holland loopt de Europese wandelroute E9, ter plaatse ook Noordzeepad, Deltapad, Visserspad of Hollands Kustpad geheten.
In Hoek van Holland start eens in de twee jaar de Jan Knippenberg Memorial, een ultrahardloopwedstrijd over 100 Engelse mijlen van Hoek van Holland naar Den Helder, die is vernoemd naar de in Hoek van Holland geboren ultraloper Jan Knippenberg.

## Waterwegcentrum
Een plan uit 2006 toonde de ambitie om Hoek van Holland te ontwikkelen tot een badplaats met zo'n 15.000 inwoners. Via het ontwikkelplan Waterwegcentrum werd getracht dit te realiseren. Het plan ging uit van de combinatie van kenmerken van Hoek van Holland: strand en cultuur; zeescheepvaart en havenactiviteiten; natuur en rust. Het ontwikkelingsplan omvatte de bouw van circa 1200 woningen, recreatieve voorzieningen zoals hotels, (strandgerelateerde) winkels en horecagelegenheden, het verbeteren van het museale aanbod en de herinrichting van het openbare gebied.

## Bekende Hoekenezen
- Mathijs Benard (1989), voetballer
- Henk Boon (1956), voetballer
- Edith Snoey (1956), voorzitter Abvakabo FNV (2004-2011)
- Eric Jan Quakkelsteijn (1971), crimineel
- Jan Knippenberg (1947), ultraloper
- Frans Moor, Tweede Kamerlid
- Willy Doorn-van der Houwen, deelraadvoorzitter, burgemeester van Amerongen (1996-2003) en Landerd (2003-2013)
- Theo van Eijk (1953), deelraadvoorzitter, burgemeester van Medemblik